# Omnia (edice)
Omnia byla knižní edice zčásti vázaných a zčásti brožovaných knih menšího formátu, které vycházely od roku 1967 do roku 1996 resp. 1997 (vročení 1997 má jen jeden svazek) v nakladatelství Svoboda. Šlo o jednu z profilových edic nakladatelství, převažovala překladová literatura, ale zastoupeny byly i knihy československých a českých autorů. Zaměření edice bylo velmi široké: vycházelo zde mnoho žánrů beletrie, ale také literatura faktu. Celkem bylo v této edici vydáno přes 300 knih.

## Počet vydaných knih
DatabázeKnih.CZ obsahuje náhledy obálek a krátké popisky (případně také uživatelské recenze) 296 knih. V katalogu Národní knihovny ČR lze dohledat nejméně 308 titulů edice, některé jsou navíc dvousvazkové. Katalog Národní knihovny však neumožňuje přímé vyhledávání podle edic, je nutné zadat kombinovaný dotaz (nakladatelství + název edice kdekoli) a nepatřící tituly poté ručně odfiltrovat. Jednotlivé tituly navíc (na rozdíl od řady dalších edic) nejsou číslovány (číslo svazku není uvedeno ani v knihovních katalozích), což znemožňuje ověřit počet vydaných titulů tímto způsobem.

## Formát a zaměření edice
Edice Omnia byla jedna z hlavních edic nakladatelství Svoboda, která měla velmi široký profil. Z beletrie zde vycházely knihy mnoha různých literárních žánrů: „klasický román“, soudobý román, detektivní a krimi literatura, dobrodružné knihy nebo vědecko-fantastická literatura ap. Kromě beletrie byla v edici zastoupena i literatura faktu, a to opět z různých oblastí. V souladu s tím byl zvolen menší formát knih (cca 20 × 13 centimetrů). Většina knih byla také spíše menšího rozsahu, ale nechyběly ale ani velmi rozsáhlé svazky. Přibližně dvě třetiny knih měly stránkový rozsah od 100 do 300 stran (tři knihy s nejmenším počtem stran: 101, 108 a 109), necelých 60 titulů (přibližně pětina) měla stránkový rozsah od 300 do 400 stran (celkem tedy skoro 85 % titulů mělo do 400 stran). Ale přes 40 titulů (skoro 14 procent) mělo více než 400 stran, přičemž maximum bylo 729 stran (Pánův hlas: výbor povídek, her a scénářů od Stanislava Lema) a několik dalších titulů muselo být dokonce rozděleno do dvou svazků, přičemž titul Josef Balsamo : paměti lékařovy od Alexandra Dumase má 682 a 699 stran.
Na rozdíl od některých jiných „předlistopadových“ edic, knihy v rámci edice Omnia vycházely ještě poměrně dlouho po roce 1989. Zpočátku byl počet ročně vydávaných titulů vysoký (12 v roce 1991, 13 v roce 1992 a dokonce 19 v roce 1993), poté však rychle klesal (7 v roce 1994, po dvou v letech 1995 a 1996, jediný titul v roce 1997). V roce 1998 vstoupilo do likvidace celé nakladatelství Svoboda.

## Autoři a překladatelé
Mezi autory klasické literatury, kteří vyšli v rámci edice Omnia, lze uvést např. tato jména: Honoré de Balzac, Fjodor Michajlovič Dostojevskij, Alexandre Dumas, Denis Diderot, Paul Féval, James Fenimore Cooper, Jack London, Mark Twain nebo Émile Zola, z českých autorů např. Alois Jirásek (dva svazky, z toho jeden obsahuje dvě díla). Početně byla zastoupena detektivní a kriminální literatura, a to jak díla již v té době „klasiků žánru“, např. Agatha Christie, James Hadley Chase, Dashiell Hammett, Maurice Leblanc, Dorothy L. Sayersová, Edgar Wallace nebo Georges Simenon (tomu v edici vyšlo hned 9 titulů, přičemž bohatě jsou zastoupena i jeho díla z jiných žánrů). Současně se čtenáři mohli seznámit i s díly autorů, kteří v době vydání u nás nebyli ještě tak známí, ale již také dosáhli proslulosti, např. od švédské autorské dvojice Maj Sjöwallová, Per Wahlöö v této edici vyšly hned tři romány a další dva, které Per Wahlöö napsal samostatně.
Z tzv. „Velké trojky science fiction“ byly svými díly v této edici zastoupeni dva autoři: Isaac Asimov (román Ani sami bohové, který získal obě nejvýznamnější ocenění v žánru: Huga i Nebulu) a Arthur C. Clarke (romány 2001: Vesmírná odysea a Setkání s Rámou. Dále tak významní autoři jako např. Ray Bradbury, Frank Herbert (pět svazků), Stanisław Lem nebo bratři Arkadij a Boris Strugačtí. Z jiných žánrů lze uvést např. tato jména: Arthur Hailey (tzv. profesní román), James Grady (dvě vydání jeho nejznámějšího díla Šest dnů Kondora, později zfilmovaný jako Tři dny Kondora s Robertem Redfordem v hlavní roli), John le Carré (špionážní a politické romány), Stephen King (horory) nebo John McNeil (román Poradce z počítačového prostředí, rovněž úspěšně zfilmován). Dále možno zmínit např. historické romány Jarmily Loukotkové, literatura faktu byla zastoupena např. několika tituly Václava Pavla Borovičky. Lze tedy konstatovat, že žánrové složení edice bylo opravdu pestré. 
Na úspěchu knih této edice se významně podíleli renomovaní překladatelé. Z angličtiny to byly např. František Jungwirth, Ladislav Jehlička, Jaroslava Moserová, Josef Škvorecký, Zora Wolfová, Hana Žantovská nebo Michael Žantovský. Z němčiny např. František Gel (v rámci edice přeložil také knihy z angličtiny), Kristián Mikulejský, Karel Paťha, Jitka Soukupová nebo Vojtěch Steklač. Z francouzštiny např. Zdeněk Frýbort, Ladislav Jehlička, Jiří Pechar, Kristian Mikulejský nebo Vilém Opatrný. Z italštiny opět Zdeněk Frýbort nebo Josef Hajný. Z ruštiny Eva Dolejšová, Libor Dvořák nebo Anna Nováková. Ze španělštiny např. Alena Poková nebo Zdeněk Šmíd, z maďarštiny např. Anna Rossová nebo Milan Navrátil. Ze švédštiny a dalších severských jazyků např. František Fröhlich, Dagmar Hartlová či Jiřina Vrtišová. 

## Grafická úprava a ilustrátoři
Přebal, vazbu a typografickou úpravu velkého počtu svazků navrhl Milan Jaroš, edice si tak po většinu doby zachovávala jednotnou grafickou úpravu a formát. Pro tuto úpravu bylo charakteristické rozdělení přední strany obálky na několik různě velkých a širokých obdélníků pomocí tenkých čar. Zcela vlevo (svisle podél hřbetu) bylo úzké pole na výšku, v němž dole bylo umístěno logo edice Omnia. Nahoře v rámci tohoto pole (opět svisle, otočeno o 90 stupňů proti směru hodinových ručiček bylo jméno autora, přičemž křestní jméno bylo drobným písmem, příjmení bylo mnohem větším a výraznějším písmem, ale minuskulemi. Zbytek obálky byl rozdělen do tří nestejně velkých polí pod sebou, orientovaných vodorovně. V horním poli byl zpravidla vybraný citát z textu knihy. V prostředním úzkém poli bylo vodorovně jméno knihy a v největším dolním poli byla ilustrace, která ovšem přesahovala (méně důležitými části) i do ostatních polí a až do okraje. Nápis „Nakladatelství Svoboda“ byl opět svisle, zpravidla zcela vpravo dole, někdy byl ovšem umístěn i vlevo, vedle loga Omnia. Zpravidla tehdy, když autorů bylo více a levé pole proto muselo být širší. Typografickou úpravu některých svazků, zejména po roce 1990, vytvořili jiní grafici, především Jan Jiskra nebo Miloslav Žáček. Jako zajímavost lze uvést knihu Futurologický kongres z roku 1977 od Stanislava Lema, ve které byly použity původní ilustrace autora.

## Knihy vydané v edici
Protože číslo svazku není u této edice uváděno ani v knihovních katalozích, čísla uvedená v tabulce nemusí odpovídat skutečnému číslu svazku. Některé tituly vyšly v rámci edice dvakrát a opět není zřejmé, zda nové vydání použilo původní či nové číslo svazku (v jiných knižních edicích se vyskytují oba přístupy). Přehled byl sestaven primárně na základě údajů z katalogu Národní knihovny ČR, v případě potřeby doplněno z jiných zdrojů.
| Čis | Země   | Autor                                           | Název                                                                             | Vydání                 | Rok  | Stran   | Překladatel (doslov)                                        |
| --- | ------ | ----------------------------------------------- | --------------------------------------------------------------------------------- | ---------------------- | ---- | ------- | ----------------------------------------------------------- |
| 001 | FI     | Larni, Martti                                   | Ve znamení Panny                                                                  | 2. vyd.                | 1968 | 206     | J. Bubla                                                    |
| 002 | FR     | Bergier, Jacques, Louis Pauwels                 | Jitro kouzelníků : úvod do fantastického realismu                                 | 1. vyd.                | 1969 | 485     | Jiří Konůpek                                                |
| 003 | CS     | Březovský, Bohuslav                             | Vzdušné zámky                                                                     | 1. vyd.                | 1969 | 418     |                                                             |
| 004 | US     | Comfort, Will Levington, Zamin Ki Dost          | Zvířata a lidé v džungli                                                          | 1. vyd.                | 1969 | 200     | Zdeněk Vančura                                              |
| 005 | UK     | Cronin, A. J. (Archibald Joseph)                | Citadela                                                                          | 3. vyd. (1.)           | 1969 | 446     | Vladimír Vendyš                                             |
| 006 | RU     | Dostojevskij, Fedor Michajlovič                 | Strýčkův sen ; Ves Stěpančikovo a její obyvatelé : ze zápisků neznámého           | 1./2. vyd.             | 1969 | 366     | Naděžda Slabihoudová a Zdenka Bergrová                      |
| 007 | FR     | Dumas, Alexandre                                | Josef Balsamo : paměti lékařovy                                                   | 1. vyd.                | 1969 | 682/699 | František Zvěřina                                           |
| 008 | CS     | Jánský, Filip                                   | Nebeští jezdci                                                                    | 4. vyd. (1.)           | 1969 | 217     |                                                             |
| 009 | CS     | Jirásek, Alois                                  | Filosofská historie ; Maryla                                                      | 1. vyd. v nakl.        | 1969 | 256     | (pozn. a vysv. Františka Havlová)                           |
| 010 | US     | London, Jack                                    | Odyssea severu : Londonovy povídky                                                | 1./2. vyd.             | 1969 | 357     | A. J. Šťastný a Jan Caha                                    |
| 011 | SK     | Mináč, Vladimír                                 | Nikdy nejsi sama                                                                  | 3. vyd. (2. české, 1.) | 1969 | 256     | Gustav Hajčík a Zdeněk Koňák                                |
| 012 | DE     | Ossowski, Leonie                                | Nebe – peklo – ráj, kam tě, duše, dám                                             | 1. vyd.                | 1969 | 251     | Jitka Bodláková                                             |
| 013 | US     | Steinbeck, John                                 | Nebeské pastviny                                                                  | 1. vyd.                | 1969 | 191     | Jaroslav Hornát                                             |
| 014 | CS     | Šmahelová, Helena                               | Devět tisíc dnů                                                                   | 2. vyd. (1.)           | 1969 | 220     |                                                             |
| 015 | FR     | Wurmser, André                                  | Vrah zemřel první...                                                              | 1. vyd.                | 1969 | 135     | Zdenka Neumannová                                           |
| 016 | US     | Bradbury, Ray                                   | 451 stupňů Fahrenheita                                                            | 1. vyd.                | 1970 | 155     | Jarmila Emmerová a Josef Škvorecký (doslov Josef Škvorecký) |
| 017 | UK     | Burke, John Frederick                           | Předměstí libosti                                                                 | 1. vyd.                | 1970 | 342     | Ladislav Smutek                                             |
| 018 | FR     | Dumas, Alexandre                                | Královnin náhrdelník : paměti lékařovy                                            | 1. vyd.                | 1970 | 431/410 | Ladislav Jehlička                                           |
| 019 | FR     | Féval, Paul                                     | Hrbáč                                                                             | 1. vyd.                | 1970 | 542     | Vilém Opatrný                                               |
| 020 | CS     | Hončík, Eduard                                  | Jízdenka do Kanady                                                                | 1. vyd.                | 1970 | 268     |                                                             |
| 021 | FR     | Chabrol, Jean-Pierre                            | Budu tě milovat bez ostychu                                                       | 1. vyd.                | 1970 | 196     | Růžena Babická                                              |
| 022 | CS     | Ječný, Dobromil                                 | Brevíř moderního člověka                                                          | 3. vyd.                | 1970 | 172     |                                                             |
| 023 | CS     | Kožík, František                                | Třikrát se ohlédni                                                                | 1. vyd.                | 1970 | 181     |                                                             |
| 024 | CS     | Kříž, Ivan                                      | Velká samota                                                                      | 5. vyd. (1.)           | 1970 | 358     |                                                             |
| 025 | CS     | Loukotková, Jarmila                             | Bůh či ďábel : Středověká balada                                                  | 2. vyd. (1.)           | 1970 | 342     |                                                             |
| 026 | CS     | Michna, Vladimír                                | Dáma a čarostřelec                                                                | 1. vyd.                | 1970 | 191     |                                                             |
| 027 | CS     | Nauman, Pavel                                   | Faon                                                                              | 2. vyd.                | 1970 | 253     |                                                             |
| 028 | CS     | Neff, Vladimír                                  | Lidé v tógách                                                                     | 3. vyd. (1.)           | 1970 | 179     |                                                             |
| 029 | CS     | Skočdopole, Bedřich                             | Zatykač na Královnu                                                               | 1. vyd.                | 1970 | 167     |                                                             |
| 030 | GB     | Clarke, Arthur C.                               | 2001: Vesmírná odysea                                                             | 1. vyd.                | 1971 | 204     | Vladimír Svoboda                                            |
| 031 | AU     | Cusack, Dymphna                                 | Černý blesk                                                                       | 1. vyd.                | 1971 | 223     | Jarmila Emmerová                                            |
| 032 | BG     | Dimitrova, Blaga                                | Objížďka                                                                          | 1. vyd.                | 1971 | 237     | Miloš Vojta                                                 |
| 033 | FR     | Dumas, Alexandre                                | Pád Bastily : paměti lékařovy                                                     | 1. vyd.                | 1971 | 315/310 | Ladislav Jehlička                                           |
| 034 | SK     | Figuli, Margita                                 | Babylón. 1. [díl]                                                                 | 5. vyd. (1.)           | 1971 | 408     | Gustav Hajčík a Zdeněk Koňák                                |
| 035 | SK     | Figuli, Margita                                 | Babylón. 2. [díl]                                                                 | 5. vyd. (1.)           | 1971 | 406     | Gustav Hajčík a Zdeněk Koňák                                |
| 036 | CS     | Hejcman, Pavel                                  | Doňa Teresa : příběh jisté dámy                                                   | 1. vyd.                | 1971 | 195     |                                                             |
| 037 | CS     | Kožík, František                                | Hejtman Šarovec : na dolinách svítá : slovácká rapsodie                           | 4. vyd. (1.)           | 1971 | 255     |                                                             |
| 038 | CS     | Kratochvíl, Miloš Václav                        | Matyášův meč                                                                      | 1. vyd.                | 1971 | 299     |                                                             |
| 039 | CS     | Loukotková, Jarmila                             | Dar jitra prvního                                                                 | 1. vyd.                | 1971 | 259     |                                                             |
| 040 | CS     | Olbracht, Ivan                                  | Dobyvatel                                                                         | 6. vyd. (1.)           | 1971 | 573     |                                                             |
| 041 | FR     | Sanson, Charles Henri                           | Tajnosti popraviště : (paměti pařížských katů)                                    | 1. vyd.                | 1971 | 416     | Vojtěch Steklač                                             |
| 042 | UK     | Wallace, Edgar                                  | Když gangsteři ovládli Londýn                                                     | 5. vyd. (1.)           | 1971 | 219     | František Gel                                               |
| 043 | US     | Cooper, James Fenimore                          | Rudý pirát                                                                        | 1. vyd.                | 1972 | 224     | Jiří Šmíd                                                   |
| 044 | FR     | Diderot, Denis                                  | Jakub fatalista a jeho pán                                                        | 2. vyd. (1.)           | 1972 | 252     | Jaroslava Vobrubová-Koutecká                                |
| 045 | FR     | Dumas, Alexandre                                | Hraběnka de Charny : paměti lékařovy                                              | 1. vyd.                | 1972 | 473/508 | Ladislav Jehlička                                           |
| 046 | FR     | Féval, Paul                                     | Tajnosti Londýna. 1. díl                                                          | 1. vyd.                | 1972 | 323     | Vilém Opatrný                                               |
| 047 | FR     | Féval, Paul                                     | Tajnosti Londýna. 2. díl                                                          | 1. vyd.                | 1972 | 331     | Vilém Opatrný                                               |
| 048 | RU     | Forš, Olga Dmitrijevna                          | Carevna a rebel : trilogie                                                        | 1. vyd.                | 1972 | 438     | Marie Kloučková                                             |
| 049 | US     | Harte, Bret                                     | Clarence Brant                                                                    | 2. vyd. (1.)           | 1972 | 335     | Vilém Opatrný                                               |
| 050 | RU     | Kin, Viktor Pavlovič                            | Byli jsme dva                                                                     | 3./2. vyd.             | 1972 | 181     | Anna Nováková                                               |
| 051 | RU     | Korolkov, Jurij Michajlovič                     | Tajemný dr. Sorge                                                                 | 3. vyd.                | 1972 | 220     | Julie Kohnová-Heřmanová                                     |
| 052 | FR     | Lesage, Alain-René                              | Kulhavý ďábel                                                                     | 2. vyd. (1.)           | 1972 | 236     | Libuše Daňková                                              |
| 053 | US     | London, Jack                                    | Démon alkohol                                                                     | 2. vyd. (1.)           | 1972 | 189     | Jaroslav Albrecht                                           |
| 054 | DE     | Steinberg, Werner                               | Komisařův klobouk                                                                 | 1. vyd.                | 1972 | 244     | Milan Přenosil                                              |
| 055 | RU     | Tendrjakov, Vladimir Fedorovič                  | Cesta na jedno století                                                            | 1. vyd.                | 1972 | 237     | Miroslava Genčiová                                          |
| 056 | CS     | Toman, Josef, Miroslava Tomanová                | Kde lišky dávají dobrou noc                                                       | 5. vyd. (1.)           | 1972 | 296     |                                                             |
| 057 | US     | Twain, Mark                                     | Panna ve zbroji                                                                   | 3. vyd.                | 1972 | 233     | Ladislav Jehlička                                           |
| 058 | FR     | Dumas, Alexandre                                | Robin Hood                                                                        | 1. vyd.                | 1973 | 236     | Vilém Opatrný                                               |
| 059 | FR     | Dumas, Alexandre                                | Rytíř de Maison-Rouge : paměti lékařovy                                           | 1. vyd.                | 1973 | 492/388 | Ladislav Jehlička                                           |
| 060 | HU     | Jókai, Mór                                      | Dvojí život : Zlatý člověk                                                        | 1. vyd.                | 1973 | 493     | Jiří Kabíček                                                |
| 061 | LV     | Liv, Egon                                       | Kašparova dvojčata                                                                | 1. vyd.                | 1973 | 135     | Vojtěch Gaja                                                |
| 062 | CS     | Loukotková, Jarmila                             | Medúza                                                                            | 1. vyd.                | 1973 | 393     |                                                             |
| 063 | RU     | Lučaninov, Daniil                               | Osud generála                                                                     | 1. vyd.                | 1973 | 380     | Dagmar Šmídová                                              |
| 064 | US     | Queen, Ellery                                   | Tajemství kovového domu                                                           | 1. vyd.                | 1973 | 209     | Olga Fialová                                                |
| 065 | HU     | Radó, Sándor                                    | Volá Dora ...                                                                     | 1. vyd.                | 1973 | 490     | Anna Rossová                                                |
| 066 | ZA     | Scholefield, Alan                               | Uťatá ruka                                                                        | 1. vyd.                | 1973 | 254     | Miroslav Kadlec                                             |
| 067 | FR     | Simenon, Georges                                | Muž, který pozoroval noční vlaky                                                  | 1. vyd.                | 1973 | 190     | Jarmila Friedlová                                           |
| 068 | US, CA | Slocum, Joshua                                  | Sám na lodi kolem světa                                                           | 1. vyd.                | 1973 | 339     | Gabriela Nová                                               |
| 069 | BG     | Stanev, Emilijan                                | Stopy v lese                                                                      | 1. vyd.                | 1973 | 196     | Věra Urbanová                                               |
| 070 | UK     | Stevenson, Robert Louis                         | Dobrodružství Davida Balfoura                                                     | 2. vyd. (1.)           | 1973 | 388     | Vilém Opatrný                                               |
| 071 | RU     | Strugackij, Arkadij Natanovič, Boris Strugackij | Je těžké být bohem                                                                | 1. vyd.                | 1973 | 188     | Jaroslav Piskáček                                           |
| 072 | CS     | Šmahelová, Helena                               | Bratr a sestra                                                                    | 1. vyd.                | 1973 | 176     |                                                             |
| 073 | RU     | Vaupšasau, Stanislau A.                         | Smrt mi šla v patách : Ze vzpomínek čekisty                                       | 1. vyd.                | 1973 | 329     | Ludvík Myška                                                |
| 074 | UK     | Wallace, Edgar                                  | Postrach Chicaga                                                                  | 1. vyd.                | 1973 | 190     | Ladislav Smutek                                             |
| 075 | PL     | Zapolska, Gabriela                              | Sezónní láska                                                                     | 1. vyd.                | 1973 | 413     | Helena Stachová                                             |
| 076 | DE     | Bergius, C. C.                                  | Havárie                                                                           | 1. vyd.                | 1974 | 163     | Milada Kouřimská                                            |
| 077 | NL     | Corsari, Willy                                  | Neviditelný nepřítel                                                              | 1. vyd.                | 1974 | 314     | Olga Krijtová                                               |
| 078 | RU     | Davydov, Zinovij Samojlovič                     | Nezvaný host : historický román                                                   | 1. vyd.                | 1974 | 436     | Eva Dolejšová                                               |
| 079 | US     | Freed, Donald, Mark Lane                        | Atentát na presidenta : román o Johnu Fitzgeraldu Kennedym                        | 1. vyd.                | 1974 | 238     | Eva Kotulová                                                |
| 080 | DE     | Gerstäcker, Friedrich                           | Zlaté pruty : [výbor povídek]                                                     | 1. vyd.                | 1974 | 197     | Vojtěch Steklač                                             |
| 081 | CS     | Jirásek, Alois                                  | Skaláci : historický obraz z druhé polovice XVIII. století                        | 1. vyd.                | 1974 | 233     |                                                             |
| 082 | BY     | Karpjuk, Aljaksej Ničyparavič                   | Danuta                                                                            | 1. vyd.                | 1974 | 381     | Václav Židlický                                             |
| 083 | RU     | Korolkov, Jurij Michajlovič                     | Případ Alta                                                                       | 1. vyd.                | 1974 | 238     | Marie Hozová                                                |
| 084 | PL     | Kraszewski, Józef Ignacy                        | Hraběnka Coselová                                                                 | 1. vyd.                | 1974 | 357     | Helena Teigová                                              |
| 085 | CS     | Kratochvíl, Miloš Václav                        | Osamělý rváč                                                                      | 5. vyd. (1.)           | 1974 | 333     |                                                             |
| 086 | FR     | Laurent, Jacques                                | Oheň a láska : Román                                                              | 1. vyd.                | 1974 | 454     | Miroslav Drápal                                             |
| 087 | DE     | Remarque, Erich Maria                           | Nebe nezná vyvolených                                                             | 2. vyd. (1.)           | 1974 | 254     | Věra a Karel Houbovi                                        |
| 088 | FR     | Stendhal                                        | Červený a černý                                                                   | 6. vyd. (1.)           | 1974 | 516     | Otakar Levý                                                 |
| 089 | CS     | Šmahelová, Helena                               | Dědicové snů                                                                      | 2. přeprac. (1.)       | 1974 | 413     |                                                             |
| 090 | SE     | Wahlöö, Per                                     | Vražda v jedenatřicátém poschodí ; Ocelový skok                                   | 1. vyd.                | 1974 | 299     | Jiřina Vrtišová a Jaroslav Hamza                            |
| 091 | PL     | Zapolska, Gabriela                              | Bílý hyacint                                                                      | 1. vyd.                | 1974 | 330     | Helena Stachová                                             |
| 092 | FR     | Zola, Émile                                     | Štěstí Rougonů                                                                    | 2. vyd. (1.)           | 1974 | 333     | Jiří Pechar                                                 |
| 093 | DE     | Bonhoff, Otto, Herbert Schauer                  | Na příkaz admirála Canarise : Dobrodružný román                                   | 1. vyd.                | 1975 | 347     | Vladislav Čejchan                                           |
| 094 | CS     | Borovička, V. P. (Václav Pavel)                 | Atentáty, které měly změnit svět                                                  | 1. vyd.                | 1975 | 393     |                                                             |
| 095 | US     | Cooper, James Fenimore                          | Vyzvědač                                                                          | 1. vyd.                | 1975 | 303     | Ladislav Smutek                                             |
| 096 | CS     | Fraineau, Gerard                                | Sbohem moře, sbohem oceány!                                                       | 1. vyd.                | 1975 | 262     |                                                             |
| 097 | FR     | Franc, Gustav                                   | Bariéra ticha                                                                     | 1. vyd.                | 1975 | 222     |                                                             |
| 098 | FR     | Hériat, Philippe                                | Boussardelovi                                                                     | 1. vyd.                | 1975 | 558     | Jiří Pechar                                                 |
| 099 | UK     | Chase, James Hadley                             | Pracka v láhvi                                                                    | 1. vyd.                | 1975 | 220     | Ladislav Smutek                                             |
| 100 | UK     | Christie, Agatha                                | Pozvánka pro Hercula Poirota                                                      | 1. vyd.                | 1975 | 206     | Eva Ruxová                                                  |
| 101 | BG     | Karaslavov, Georgi                              | Snacha                                                                            | 2. vyd. (1.)           | 1975 | 200     | Zdeňka Hanzlová                                             |
| 102 | HU     | Nemes, László                                   | Zmrazená láska : fantastický román                                                | 1. vyd.                | 1975 | 198     | Jiří Elman                                                  |
| 103 | AU     | Prichard, Katharine Susannah                    | Sharn, má naděje a láska                                                          | 1. vyd.                | 1975 | 371     | Jaroslav Stoklasa                                           |
| 104 | DE     | Remarque, Erich Maria                           | Na západní frontě klid                                                            | 4. vyd. (1.)           | 1975 | 189     | František Gel                                               |
| 105 | ZA     | Scholefield, Alan                               | Veliký slon                                                                       | 1. vyd.                | 1975 | 250     | Vladimír Svoboda                                            |
| 106 | FR     | Simenon, Georges                                | Evertonský hodinář ; Cizinci v domě                                               | 1. vyd.                | 1975 | 270     | Eva Ruxová a Zdeněk Frýbort                                 |
| 107 | DE     | Steinberg, Werner                               | Ikebana                                                                           | 1. vyd.                | 1975 | 222     | Miroslava Gregorová                                         |
| 108 | CS     | Šmahelová, Helena                               | Muž a žena ; Sobectví                                                             | 2. vyd.                | 1975 | 403     |                                                             |
| 109 | PL     | Wernic, Wiesław                                 | Slunce Arizony                                                                    | 1. vyd.                | 1975 | 262     | Richard Vyhlídal                                            |
| 110 | FR     | Balzac, Honoré de                               | Lilie v údolí                                                                     | 3. vyd. (1.)           | 1976 | 291     | Drahoslava Janderová                                        |
| 111 | LV     | Bels, Alberts                                   | Klec                                                                              | 1. vyd.                | 1976 | 139     | Vojtěch Gaja                                                |
| 112 | BY     | Bykaŭ, Vasìl                                    | Žít do svítání : [výbor povídek]                                                  | 1. vyd.                | 1976 | 235     | Jaroslav Hulák a Václav Židlický                            |
| 113 | UK     | Cronin, A. J. (Archibald Joseph)                | Velká neznámá                                                                     | 1. vyd.                | 1976 | 275     | Soňa Nová                                                   |
| 114 | FR     | Dumas, Alexandre                                | Královna Margot                                                                   | 1. vyd.                | 1976 | 549     | Jarmila Fialová                                             |
| 115 | US     | Ferber, Edna                                    | Život pro tebe                                                                    | 1. vyd. tento překlad  | 1976 | 260     | Eva Masnerová                                               |
| 116 | DE     | Held, Wolfgang                                  | Světlo Černé svíčky                                                               | 1. vyd.                | 1976 | 199     | Karel Paťha                                                 |
| 117 | FR     | Hériat, Philippe                                | Nezvedené děti                                                                    | 1. vyd.                | 1976 | 310     | Jiří Pechar                                                 |
| 118 | DE     | Kirst, Hans Hellmut                             | Vaše věc, pane komisaři                                                           | 1. vyd.                | 1976 | 306     | Miroslav Koucký                                             |
| 119 | RU     | Korolenko, Vladimir Galaktionovič               | Nezkrotná řeka                                                                    | 1. vyd.                | 1976 | 288     | Zdenka Bergrová                                             |
| 120 | UK     | Maugham, W. Somerset (William Somerset)         | Odsouzen k útěku                                                                  | 1. vyd.                | 1976 | 217     | Hana Žantovská                                              |
| 121 | IT     | Pratolini, Vasco                                | Děvčata ze Sanfrediana                                                            | 1. vyd.                | 1976 | 119     | Jitka Minaříková                                            |
| 122 | FR     | Simenon, Georges                                | Donadieuova závěť                                                                 | 1. vyd.                | 1976 | 330     | Zdeněk Frýbort                                              |
| 123 | IT     | Tarchetti, Igino Ugo                            | Fosca                                                                             | 1. vyd.                | 1976 | 165     | Josef Hajný                                                 |
| 124 | ES     | Baroja, Pío                                     | Sedm záhad                                                                        | 1. vyd.                | 1977 | 285     | Zdeněk Šmíd                                                 |
| 125 | DE     | Becher, Ulrich                                  | Williamovo Ex-Casino                                                              | 1. vyd.                | 1977 | 225     | Jiří Stromšík                                               |
| 126 | DK     | Bodelsen, Anders                                | Obyčejná nehoda                                                                   | 1. vyd.                | 1977 | 238     | František Fröhlich                                          |
| 127 | HR     | Brixy, Nenad                                    | Soutěž za milión : humoristický román                                             | 1. vyd.                | 1977 | 191     | Pavel Lovrič                                                |
| 128 | UK     | Durrell, Gerald Malcolm                         | Šeptající země                                                                    | 1. vyd.                | 1977 | 189     | Zora Wolfová                                                |
| 129 | RU     | Forš, Olga Dmitrijevna                          | Michajlovský palác                                                                | 1. vyd.                | 1977 | 216     | Marie Kloučková                                             |
| 130 | RU     | Gor, Gennadij Samojlovič                        | Geometrický les                                                                   | 1. vyd.                | 1977 | 168     | Miroslava Genčiová                                          |
| 131 | US     | Hemingway, Ernest                               | Komu zvoní hrana                                                                  | 3. vyd. (1.)           | 1977 | 515     | Jiří Valja                                                  |
| 132 | FR     | Le Roy, Eugène                                  | Konec zámku Herm                                                                  | 1. vyd.                | 1977 | 237     | Kristián Mikulejský                                         |
| 133 | PL     | Lem, Stanisław                                  | Futurologický kongres                                                             | 1. vyd.                | 1977 | 333     | Helena Stachová                                             |
| 134 | DE     | Lenz, Jürgen                                    | Bez pasu do Ria                                                                   | 1. vyd.                | 1977 | 225     | Kristián Mikulejský                                         |
| 135 | DE     | Schreiter, Helfried                             | Žena u okna                                                                       | 1. vyd.                | 1977 | 163     | Věra Houbová                                                |
| 136 | UK     | Bagley, Desmond                                 | Sněžný tygr                                                                       | 1. vyd.                | 1978 | 296     | Eva Masnerová                                               |
| 137 | RU     | Blok, Georgij Petrovič                          | Legenda o slavném městě                                                           | 1. vyd.                | 1978 | 325     | Eva Dolejšová                                               |
| 138 | DE     | Bonhoff, Otto, Herbert Schauer                  | Neviditelné hledí                                                                 | 1. vyd.                | 1978 | 250     | Vladislav Čejchan                                           |
| 139 | HR     | Brixy, Nenad                                    | Slyší to celý dům                                                                 | 1. vyd.                | 1978 | 242     | Pavel Lovrič                                                |
| 140 | DE     | Erpenbeck, Fritz                                | Mrtvý na trůně                                                                    | 1. vyd.                | 1978 | 195     | Miroslav Koucký                                             |
| 141 | FR     | Hériat, Philippe                                | Zlaté mříže                                                                       | 1. vyd.                | 1978 | 295     | Jiří Pechar                                                 |
| 142 | CS     | Kožík, František                                | Město šťastných lásek : Rozmarná historie z loňského léta a také z léta roku 1553 | 2. vyd.                | 1978 | 292     |                                                             |
| 143 | HU     | Passuth, László                                 | Lombardský zámek                                                                  | 1. vyd.                | 1978 | 316     | Anna Rossová                                                |
| 144 | CA     | Perrault, E. G. (Ernest G.)                     | Exploze                                                                           | 1. vyd.                | 1978 | 267     | Vojtěch Saudek                                              |
| 145 | HU     | Radó, Sándor                                    | Volá Dora                                                                         | 2. vyd.                | 1978 | 489     | Anna Rossová                                                |
| 146 | FR     | Simenon, Georges                                | Augustinova smrt ; Neděle                                                         | 1. vyd.                | 1978 | 245     | Tamara Sýkorová a Zdeněk Frýbort                            |
| 147 | SE     | Sjöwallová, Maj, Per Wahlöö                     | Säffleská bestie                                                                  | 1. vyd.                | 1978 | 182     | Dagmar Černohorská                                          |
| 148 | EE     | Tammsaare, Anton Hansen                         | Dva rody z Vargamäe                                                               | 2. vyd.                | 1978 | 507     | Věra Kružíková                                              |
| 149 | DE     | Traven, Bruno                                   | Kareta                                                                            | 1. vyd.                | 1978 | 237     | Anna Vovsová                                                |
| 150 | DE     | Walldorf, Hans                                  | Červená slonovina                                                                 | 1. vyd.                | 1978 | 183     | Eva Šimůnková                                               |
| 151 | RU     | Basargin, Ivan Uljanovič                        | Mezi tygry                                                                        | 1. vyd.                | 1979 | 411     | Karolina Dušková                                            |
| 152 | DE     | Bergius, C. C.                                  | Čingischán                                                                        | 1. vyd.                | 1979 | 478     | Kristián Mikuljeský                                         |
| 153 | DE     | Bonhoff, Otto, Herbert Schauer                  | Tajemství masek                                                                   | 1. vyd.                | 1979 | 213     | Vladislav Čejchan                                           |
| 154 | PL     | Dackiewicz, Jadwiga                             | Napoleonovi synové                                                                | 1. vyd.                | 1979 | 646     | Vlasta Dvořáčková                                           |
| 155 | NL     | Dragt, Tonke                                    | Planoucí lesy Venuše                                                              | 1. vyd.                | 1979 | 277     | Jana Červenková et al.                                      |
| 156 | FR     | Hériat, Philippe                                | Čas na lásku                                                                      | 1. vyd.                | 1979 | 252     | Jiří Pechar                                                 |
| 157 | US     | Hunter, Evan                                    | Džungle před tabulí                                                               | 2. vyd.                | 1979 | 358     | Vladimír Svoboda                                            |
| 158 | CA     | Royová, Gabrielle                               | Štěstí z výprodeje                                                                | 1. vyd.                | 1979 | 325     | Eva Strebingerová                                           |
| 159 | FR     | Simenon, Georges                                | Vlak ; Měsíční úžeh                                                               | 1. vyd.                | 1979 | 238     | Drahoslava Janderová a Kristián Mikulejský                  |
| 160 | SE     | Wahlöö, Per                                     | Pověření k sebevraždě                                                             | 1. vyd.                | 1979 | 213     | Dagmar Černohorská                                          |
| 161 | AM     | Zejthuncjan, Perč                               | Legenda dvacátého století                                                         | 1. vyd.                | 1979 | 183     | Bohumil a Daniela Fialovi                                   |
| 162 | RU     | Balašov, Dmitrij Michajlovič                    | Jeho Veličenstvo Novgorod                                                         | 1. vyd.                | 1980 | 186     | Eva Dolejšová                                               |
| 163 | UK     | Clifford, Francis                               | Čas je zrádná past                                                                | 1. vyd.                | 1980 | 190     | Soňa Nová                                                   |
| 164 | DE     | Frelau, Axel                                    | Zorro se vrací                                                                    | 1. vyd.                | 1980 | 267     | Dagmar Martincová                                           |
| 165 | DE     | Funk, Richard                                   | Soudní řízení na Epsí                                                             | 1. vyd.                | 1980 | 242     | Vladimír Svoboda                                            |
| 166 | FR     | Grandmaison, Henri de                           | Polykač papíru                                                                    | 1. vyd.                | 1980 | 206     | Pavel Borský                                                |
| 167 | GE     | Gulia, Georgij Dmitrijevič                      | V krčmě světa : vyprávění o Omaru Chajjámovi                                      | 1. vyd.                | 1980 | 253     | Julie Heřmanová                                             |
| 168 | HU     | Kolozsvári Grandpierre, Emil                    | Ženy v drobném                                                                    | 1. vyd.                | 1980 | 167     | Anna Rossová                                                |
| 169 | IT     | Russo, Enzo                                     | Případ Monte Cristo                                                               | 1. vyd.                | 1980 | 318     | Zdeněk Frýbort                                              |
| 170 | US     | Scortia, Thomas N., Frank M. Robinson           | Skleněné peklo                                                                    | 1. vyd.                | 1980 | 389     | Oldřich Černý                                               |
| 171 | HR     | Stahuljak, Višnja                               | Veronika a delfín                                                                 | 1. vyd.                | 1980 | 229     | Stanislava Sýkorová                                         |
| 172 | DE     | Wogatzki, Benito                                | Romance s Amélií                                                                  | 1. vyd.                | 1980 | 222     | Jana Pecharová                                              |
| 173 | IT     | Artom, Guido                                    | Zmizelí Soudcové                                                                  | 1. vyd.                | 1981 | 203     | Josef Hajný                                                 |
| 174 | LV     | Bels, Alberts                                   | Hlas volajícího : [výbor próz]                                                    | 1. vyd.                | 1981 | 202     | Vojtěch Gaja                                                |
| 175 | DE     | Görlich, Günter                                 | Oznámení v novinách                                                               | 1. vyd.                | 1981 | 190     | Josef Poláček                                               |
| 176 | US     | Hammett, Dashiell                               | Skleněný klíč                                                                     | 1. vyd.                | 1981 | 206     | Svatopluk Dolejš                                            |
| 177 | PL     | Choromański, Michał                             | Žárlivost a medicína                                                              | 1. vyd.                | 1981 | 217     | Josef Vlášek                                                |
| 178 | PL     | Lem, Stanisław                                  | Pánův hlas : [Výbor povídek, her a scénářů]                                       | 1. vyd.                | 1981 | 729     |                                                             |
| 179 | HU     | Lengyel, Péter                                  | Druhá planeta Oggu                                                                | 1. vyd.                | 1981 | 209     | Milan Navrátil                                              |
| 180 | DK     | Panduro, Leif                                   | Packalové                                                                         | 1. vyd.                | 1981 | 222     | František Fröhlich                                          |
| 181 | US     | Patterson, James                                | Vrcholné číslo Thomase Berrymana                                                  | 1. vyd.                | 1981 | 214     | Ladislav Smutek                                             |
| 182 | DE     | Walser, Martin                                  | Prchající kůň ; Gallistlova nemoc                                                 | 1. vyd.                | 1981 | 173     | Jiří Stromšík (také doslov)                                 |
| 183 | US     | Wicker, Tom                                     | V aréně se lvy                                                                    | 1. vyd.                | 1981 | 619     | Miroslav Jindra                                             |
| 184 | RU     | Dubrovin, Jevgenij Pantelejevič                 | Past na iluze : satira s lyrickým nádechem                                        | 1. vyd.                | 1982 | 208     | Stáňa Síbrtová                                              |
| 185 | DE     | Engelmann, Bernt                                | Hotel Bilderberg                                                                  | 1. vyd.                | 1982 | 145     | Jaromír Povejšil (též doslov)                               |
| 186 | UK     | Gilbert, Michael Francis                        | Poslední kapka                                                                    | 1. vyd.                | 1982 | 221     | Zora Wolfová                                                |
| 187 | RU     | Jefremov, Ivan Antonovič                        | Athéňanka Tháis                                                                   | 1. vyd.                | 1982 | 529     | Jiří Honzík                                                 |
| 188 | CS     | Neumann, Miroslav                               | Ocelová past                                                                      | 1. vyd.                | 1982 | 244     |                                                             |
| 189 | DE     | Nowotny, Joachim                                | Neříkejte to mé ženě                                                              | 1. vyd.                | 1982 | 230     | Věra Pecharová                                              |
| 190 | SE     | Odebrant, Per, Joel Ohlsson                     | Mamlasové a mizerové                                                              | 1. vyd.                | 1982 | 213     | Dagmar Hartlová                                             |
| 191 | FR     | Simenon, Georges                                | Vdova Coudercová ; Mladý Cardinaud                                                | 1. vyd.                | 1982 | 234     | Drahoslava Janderová                                        |
| 192 | HU     | Szántó, György                                  | Stradivari                                                                        | 1. vyd.                | 1982 | 566     | Milan Navrátil                                              |
| 193 | US     | Ross, Thomas                                    | Smlouva bez podpisu                                                               | 1. vyd.                | 1982 | 238     | Michael Žantovský                                           |
| 194 | FR     | Demouzon, Alain                                 | Pan Abel                                                                          | 1. vyd.                | 1983 | 142     | Kristian Mikulejský                                         |
| 195 | DE     | Emersleben, Otto                                | Řeka bez mostu                                                                    | 1. vyd.                | 1983 | 226     | Vítězslav Čížek                                             |
| 196 | US     | Grady, James                                    | Šest dnů Kondora                                                                  | 1. vyd.                | 1983 | 141     | Oldřich Černý                                               |
| 197 | ES     | Grosso, Alfonso                                 | Lehká smrt                                                                        | 1. vyd.                | 1983 | 213     | Alena Poková                                                |
| 198 | DE     | Ossowski, Leonie                                | Podraz                                                                            | 1. vyd.                | 1983 | 181     | Jitka Soukupová                                             |
| 199 | PL     | Sejda, Kazimierz                                | C. k. dezertéři                                                                   | 1. vyd.                | 1983 | 290     | Josef Vlášek                                                |
| 200 | SE     | Sjöwall, Maj, Per Wahlöö                        | Vrah policistů ; Teroristé                                                        | 1. vyd.                | 1983 | 618     | Dagmar Hartlová                                             |
| 201 | RU     | Strugackij, Arkadij Natanovič, Boris Strugackij | Les ; Je těžké být bohem                                                          | 1./2. vyd.             | 1983 | 402     | Libor Dvořák, Jaroslav Piskáček                             |
| 202 | RO     | Tudoran, Radu                                   | Ona krásná dívka                                                                  | 1. vyd.                | 1983 | 450     | Eva Strebingerová                                           |
| 203 | IT     | Bevilacqua, Alberto                             | Taková zvláštní láska                                                             | 1. vyd.                | 1984 | 236     | Miroslava Nečasová                                          |
| 204 | UK     | Clarke, Arthur C.                               | Setkání s Rámou                                                                   | 1. vyd.                | 1984 | 217     | Zdeněk Volný                                                |
| 205 | DE     | Hey, Richard                                    | Zadarmo ani kuře nehrabe                                                          | 1. vyd.                | 1984 | 284     | Eva Pátková                                                 |
| 206 | US     | Maas, Peter                                     | Serpico                                                                           | 1. vyd.                | 1984 | 281     | Oldřich Černý                                               |
| 207 | CS     | Martin, Eduard                                  | Největší skandál v dějinách lidstva                                               | 1. vyd.                | 1984 | 258     |                                                             |
| 208 | DE     | Nelken, Dinah                                   | Doznání lásky                                                                     | 1. vyd.                | 1984 | 266     | Věra Houbová                                                |
| 209 | CS     | Neumann, Miroslav                               | Dědicové                                                                          | 1. vyd.                | 1984 | 219     |                                                             |
| 210 | CS     | Rottová, Inna                                   | Šest hodin ve vlaku                                                               | 1. vyd.                | 1984 | 190     |                                                             |
| 211 | RU     | Běljajev, Alexandr Romanovič                    | Poslední Atlantiďan ; Hlava profesora Dowella                                     | 1./3. vyd.             | 1985 | 249     | Libor Dvořák, Hana Vrbová                                   |
| 212 | DE     | Blickensdörfer, Hans                            | Sůl v kávě                                                                        | 1. vyd.                | 1985 | 268     | Vítězslav Čížek                                             |
| 213 | CS     | Borovička, V. P. (Václav Pavel)                 | Století šakalů                                                                    | 1. vyd.                | 1985 | 494     |                                                             |
| 214 | FR     | Braudeau, Michel                                | Fotograf od Zlaté ruky                                                            | 1. vyd.                | 1985 | 153     | Anna Fureková-Kareninová                                    |
| 215 | BG     | Dilov, Ljuben                                   | Promarněná šance : z prací mého počítače                                          | 1. vyd.                | 1985 | 204     | Ludmila Nováková                                            |
| 216 | CS     | Hanuš, Miroslav                                 | Expedice Élauné                                                                   | 1. vyd.                | 1985 | 307     |                                                             |
| 217 | UK     | Innes, Hammond                                  | Zlatá šachta                                                                      | 1. vyd.                | 1985 | 284     | Miloš Calda                                                 |
| 218 | FR     | Merle, Robert                                   | Muži pod ochranou                                                                 | 1. vyd.                | 1985 | 331     | Zdeněk Frýbort                                              |
| 219 | RU     | Strugackij, Arkadij Natanovič, Boris Strugackij | Miliardu let před koncem světa : Výbor science fiction                            | 1. vyd.                | 1985 | 613     | Libor Dvořák                                                |
| 220 | AU     | Atkinson, Hugh                                  | Duha Dvouprstého Billyho                                                          | 1. vyd.                | 1986 | 277     | František Jungwirth                                         |
| 221 | UK     | McNeil, John                                    | Poradce                                                                           | 2. vyd.                | 1986 | 333     | Vladimír Svoboda                                            |
| 222 | DE     | Mager, Hasso                                    | Vražda v hotelu Exzellent                                                         | 1. vyd.                | 1986 | 180     | Věra Houbová                                                |
| 223 | DE     | Molsner, Michael                                | Stín lotosového květu                                                             | 1. vyd.                | 1986 | 221     | Pavel Cink                                                  |
| 224 | UA     | Savčenko, Volodymyr Ìvanovyč                    | Objev sebe sama                                                                   | 1. vyd.                | 1986 | 351     | Libor Dvořák                                                |
| 225 | RU     | Beljajev, Aleksandr Romanovič                   | Laboratoř W : [novely]                                                            | 1. vyd.                | 1987 | 227     | Libor Dvořák                                                |
| 226 | NO     | Bjørneboe, Jens                                 | Žraloci : příběh o jednom mužstvu a ztroskotání lodi                              | 1. vyd.                | 1987 | 214     | Dagmar Hartlová                                             |
| 227 | FR     | Boulle, Pierre                                  | Malajská kariéra                                                                  | 1. vyd.                | 1987 | 267     | Dana Melanová                                               |
| 228 | DE     | Braunburg, Rudolf                               | Noční start                                                                       | 1. vyd.                | 1987 | 332     | Jitka Soukupová                                             |
| 229 | IT     | Macchiavelli, Loriano                           | Stíny v podloubí ; Na vrších za svítání                                           | 1. vyd.                | 1987 | 289     | Ilja Hajná                                                  |
| 230 | US     | Sanders, Lawrence                               | Druhý smrtelný hřích                                                              | 1. vyd.                | 1987 | 398     | Jiří Hanuš                                                  |
| 231 | FR     | Simenon, Georges                                | Kočka ; Cizinci v domě                                                            | 1./2. vyd.             | 1987 | 250     | Irena Černá a Zdeněk Frýbort                                |
| 232 | FR     | Dobzynski, Charles                              | Taromancie                                                                        | 1. vyd.                | 1988 | 380     | Josef Hajný (také doslov)                                   |
| 233 | US     | Herbert, Frank                                  | Duna                                                                              | 1. vyd.                | 1988 | 585     | Karel Blažek, Jindřich Smékal                               |
| 234 | US     | Leonard, Frank                                  | Schránka 100                                                                      | 1. vyd.                | 1988 | 132     | Miloš Calda                                                 |
| 235 | US     | McBain, Ed                                      | Sníh : další příběh z 87. revíru                                                  | 1. vyd.                | 1988 | 313     | Jaromír Adamec                                              |
| 236 | DE     | Prokop, Gert                                    | Tři minuty věčnosti : (další kriminální příběhy z 21. století)                    | 1. vyd.                | 1988 | 396     | Jiří Pondělíček                                             |
| 237 | US     | Scortia, Thomas N., Frank M. Robinson           | Ponorka                                                                           | 1. vyd.                | 1988 | 473     | Jaroslav Rek                                                |
| 238 | CS     | Steklač, Vojtěch                                | Zlatá brána                                                                       | 1. vyd.                | 1988 | 377     |                                                             |
| 239 | AT     | Zenker, Helmut, Margit Zenkerová                | Pozor, střílí se                                                                  | 1. vyd.                | 1988 | 137     | Zuzana Soukupová                                            |
| 240 | CS     | Borovička, V. P. (Václav Pavel)                 | Procesy, které vzrušily svět                                                      | 1. vyd.                | 1989 | 557     |                                                             |
| 241 | BG     | Dilov, Ljuben                                   | Let Ikaru                                                                         | 1. vyd.                | 1989 | 347     | Ludmila Nováková                                            |
| 242 | FR     | Dumas, Alexandre                                | Robin Hood                                                                        | 2. vyd.                | 1989 | 236     | Vilém Opatrný                                               |
| 243 | FR     | Féval, Paul                                     | Hrbáč                                                                             | 2. vyd. repr.          | 1989 | 533     | Vilém Opatrný                                               |
| 244 | FR     | Féval, Paul                                     | Tajnosti Londýna                                                                  | 2. vyd. reprint        | 1989 | 327/332 | Vilém Opatrný                                               |
| 245 | DE     | Jeschke, Wolfgang                               | Poslední den stvoření                                                             | 1. vyd.                | 1989 | 218     | Jan Hlavička                                                |
| 246 | CS     | Martin, Eduard                                  | Milenci našich žen                                                                | 1. vyd.                | 1989 | 423     | Milan Jaroš                                                 |
| 247 | RU     | Semenov, Julian Semenovič                       | Tiskové středisko : anatomie politického zločinu                                  | 1. vyd.                | 1989 | 371     | Jana Volná                                                  |
| 248 | RU     | Strugackij, Arkadij Natanovič, Boris Strugackij | Vlny ztišují vítr                                                                 | 1. vyd.                | 1989 | 282     | Libor Dvořák (doslov V. Gakov)                              |
| 249 | FR     | Duchenne, Albert                                | Soukromý detektiv                                                                 | 1. vyd.                | 1990 | 152     | Irena Černá                                                 |
| 250 | CS     | Martin, Eduard                                  | Manželka z Venuše : příběhy konstruktéra Daidala a jeho přátel                    | 1. vyd.                | 1990 | 535     |                                                             |
| 251 | UK     | Mortimer, John Clifford                         | Příběhy obhájce Rumpolea                                                          | 1. vyd.                | 1990 | 381     | Jaroslava Moserová                                          |
| 252 | RU     | Štemler, Ilja Petrovič                          | Vlak                                                                              | 1. vyd.                | 1990 | 269     | Libor Dvořák                                                |
| 253 | US     | Fowlkes, Frank                                  | Miliónová finta                                                                   | 1. vyd.                | 1991 | 228     | Pavel Medek                                                 |
| 254 | US     | Goldfluss, Howard E.                            | Rozsudek                                                                          | 1. vyd.                | 1991 | 209     | Ivan Němeček                                                |
| 255 | UK     | Hailey, Arthur                                  | Konečná diagnóza                                                                  | 2. vyd. (1.)           | 1991 | 316     | Drahomíra Hlínková                                          |
| 256 | CA     | Hyde, Christopher                               | Jericho                                                                           | 1. vyd.                | 1991 | 301     | Luboš Trávníček                                             |
| 257 | US     | King, Stephen                                   | Nadaný žák                                                                        | 1. vyd.                | 1991 | 307     | Luboš Trávníček a Ivan Němeček                              |
| 258 | DK     | Madsen, Svend Åge                               | Miluj mne i zítra                                                                 | 1. vyd.                | 1991 | 163     | Zdeněk Lyčka                                                |
| 259 | CS     | Mareš, Zdeněk                                   | Pavilón beznaděje                                                                 | 1. vyd.                | 1991 | 216     |                                                             |
| 260 | FR     | Merle, Robert                                   | Muži pod ochranou                                                                 | 2. vyd.                | 1991 | 325     | Zdeněk Frýbort                                              |
| 261 | CS     | Pecinovský, Josef                               | Abbey Road                                                                        | 1. vyd.                | 1991 | 265     |                                                             |
| 262 | CS     | Steklač, Vojtěch                                | Lví dvůr                                                                          | 1. vyd.                | 1991 | 268     |                                                             |
| 263 | AU     | West, Morris L. (Morris Langlo)                 | Cassidy                                                                           | 1. vyd.                | 1991 | 259     | Miloš Calda                                                 |
| 264 | FR     | Wul, Stefan                                     | Ňork                                                                              | 1. vyd.                | 1991 | 108     | Jan Hlavička                                                |
| 265 | US     | Asimov, Isaac                                   | Ani sami bohové                                                                   | 1. vyd.                | 1992 | 242     | Zdeněk Lyčka                                                |
| 266 | UK     | Bradbury, Malcolm                               | Jíst lidi je neslušné                                                             | 1. vyd.                | 1992 | 217     | Jarmila Emmerová                                            |
| 267 | UK     | Castle, John, Arthur Hailey                     | Let do nebezpečí                                                                  | 2. vyd. (1.)           | 1992 | 122     | Vladimír Müller                                             |
| 268 | NL     | Corsariová, Willy                               | Neviditelný nepřítel                                                              | 2. vyd.                | 1992 | 250     | Olga Krijtová                                               |
| 269 | FR     | Féval, Paul starčí                              | Železný muž                                                                       | 2. vyd.                | 1992 | 178     | Tomáš Korbař                                                |
| 270 | CS     | Hauserová, Eva                                  | Hostina mutagenů                                                                  | 1. vyd.                | 1992 | 166     |                                                             |
| 271 | UK     | Le Carré, John                                  | Ruská sekce                                                                       | 1. vyd.                | 1992 | 350     | Miroslav Jindra                                             |
| 272 | CS     | Neff, Vladimír                                  | Lidé v tógách                                                                     | 4. vyd.                | 1992 | 142     |                                                             |
| 273 | US     | Sanders, Lawrence                               | Osmé přikázání                                                                    | 1. vyd.                | 1992 | 258     | Vladimír Eisenbruk, Pavla Slabá                             |
| 274 | FR     | Simenon, Georges                                | Maigret na tenkém ledě                                                            | 1. vyd.                | 1992 | 313     | Jiří Pechar                                                 |
| 275 | FR     | Vadim, Roger                                    | Zamilovaný blázen                                                                 | 1. vyd.                | 1992 | 232     | Jitka Plajnerová                                            |
| 276 | UK     | Watson, Ian                                     | Cesta proti času                                                                  | 1. vyd.                | 1992 | 117     | Jan Pavlík                                                  |
| 277 | US     | Westlake, Donald E.                             | Jak nevodit policii za nos                                                        | 1. vyd.                | 1992 | 136     | Ivan Němeček                                                |
| 278 | UK     | Collins, Wilkie                                 | Měsíční kámen                                                                     | 3. vyd. (1.)           | 1993 | 306     | Helena Karezová                                             |
| 279 | UK     | Creasey, John                                   | Potopa                                                                            | 1. vyd.                | 1993 | 174     | Bohumila Sinecká                                            |
| 280 | UK     | Creasey, John                                   | Sucho : katastrofický román                                                       | 1. vyd.                | 1993 | 138     | Bohumila Sinecká                                            |
| 281 | US     | Crichton, Michael                               | Koule                                                                             | 1. vyd.                | 1993 | 325     | Veronika Volhejnová                                         |
| 282 | US     | Ford, Richard                                   | Z pekla štěstí                                                                    | 1. vyd.                | 1993 | 143     | Petr Dudek                                                  |
| 283 | FR     | Gamarra, Pierre                                 | Vrah dostal Goncourta                                                             | 3. vyd. (1.)           | 1993 | 113     | František Zvěřina                                           |
| 284 | US     | Grady, James                                    | Šest dnů Kondora                                                                  | 2. vyd.                | 1993 | 113     | Oldřich Černý                                               |
| 285 | US     | Herbert, Frank                                  | Spasitel Duny                                                                     | 1. vyd.                | 1993 | 208     | Pavel Bojar a Marie Jakubcová                               |
| 286 | US     | Hubbard, L. Ron (La Fayette Ron)                | Děs                                                                               | 1. vyd.                | 1993 | 101     | Veronika Volhejnová                                         |
| 287 | CA     | Hyde, Christopher                               | Maxwellův vlak : drama lidí ve vlaku se smrtícím nákladem                         | 1. vyd.                | 1993 | 262     | Marcela Staňková                                            |
| 288 | FR     | Leblanc, Maurice                                | Hraběnka Cagliostrová                                                             | 1. vyd. v nakl.        | 1993 | 182     | Dana Melanová                                               |
| 289 | FR     | Leblanc, Maurice                                | Pomsta hraběnky Cagliostrové                                                      | 1. vyd.                | 1993 | 132     | Dana Melanová                                               |
| 290 | UK     | Lodge, David                                    | Pěkná práce                                                                       | 1. vyd.                | 1993 | 285     | Miloš Calda                                                 |
| 291 | IT     | Macchiavelli, Loriano                           | Co se přihodilo slušné dámě ; Minulost vraždí                                     | 1. vyd.                | 1993 | 234     | Zdeněk Frýbort                                              |
| 292 | IT     | Macchiavelli, Loriano                           | Masakr                                                                            | 1. vyd.                | 1993 | 316     | Zdeněk Frýbort                                              |
| 293 | CS     | Malina, Jaroslav                                | Smrt profesora                                                                    | 1. vyd.                | 1993 | 250     |                                                             |
| 294 | DE     | Noll, Ingrid                                    | Kohout je mrtvý                                                                   | 1. vyd.                | 1993 | 157     | Růžena Grebeníčková                                         |
| 295 | FR     | Simonin, Albert                                 | Na prachy nesahat!                                                                | 1. vyd.                | 1993 | 154     | Dagmar Steinová                                             |
| 296 | US     | Wambaugh, Joseph                                | V hlavní roli krev                                                                | 1. vyd.                | 1993 | 204     | Drahomíra Hlínková                                          |
| 297 | UK     | Creasey, John                                   | Hlad : katastrofický román                                                        | 1. vyd.                | 1994 | 126     | Bohumila Sinecká                                            |
| 298 | UK     | Herbert, James                                  | Lovec duchů                                                                       | 1. vyd.                | 1994 | 166     | Ivan Němeček                                                |
| 299 | --     | kolektiv autorů                                 | 13x zločin od třinácti nejlepších autorů detektivního žánru                       | 1. vyd.                | 1994 | 340     | Eva Kotulová et al.                                         |
| 300 | UK     | Le Carré, John                                  | Smileyho lidé                                                                     | 1. vyd.                | 1994 | 318     | Ivan Němeček                                                |
| 301 | UK     | Lee, Tanith                                     | Volkhavaar – služebník Černého boha                                               | 1. vyd.                | 1994 | 171     | Miloš Chlouba                                               |
| 302 | UK     | Sayers, Dorothy L. (Dorothy Leigh)              | Devět krejčíků : další případ pro lorda Petra                                     | 2. vyd. (1.)           | 1994 | 245     | Vojtěch Gaja                                                |
| 303 | FR     | Simenon, Georges                                | 2x komisař Maigret                                                                | 2. vyd. (1.)           | 1994 | 236     | Dana Melanová, Josef Týč                                    |
| 304 | US     | Herbert, Frank                                  | Děti Duny                                                                         | 1. vyd.                | 1995 | 441     | Veronika Volhejnová                                         |
| 305 | US     | Cherryhová, Carolin Janice                      | Kukaččí vejce                                                                     | 1. vyd.                | 1995 | 286     | Petra Štechová                                              |
| 306 | FR     | Boulle, Pierre                                  | Kdo s koho, Satane!                                                               | 1. vyd.                | 1996 | 109     | Dana Melanová                                               |
| 307 | US     | Herbert, Frank                                  | Božský imperátor Duny                                                             | 1. vyd.                | 1996 | 413     | Veronika Volhejnová                                         |
| 308 | US     | Herbert, Frank                                  | Kacíři Duny                                                                       | 1. vyd.                | 1997 | 542     | Veronika Volhejnová                                         |
| Čis | Země   | Autor                                           | Název                                                                             | Vydání                 | Rok  | Stran   | Překladatel (doslov)                                        |